# Модель Мертона оцінки вартості опціонів
Модель Мертона оцінки вартості опціонів є узагальненням формули Блека-Шоулза для оцінки вартості Європейських опціонів на акції чи індекси акцій які виплачують відомий потік дивідендів. Потік має бути виражений у вигляді річної неперервної ставки {\displaystyle q}. 

## Формула
Вартість кол-опціону, {\displaystyle C(S,T-t)}, чи опціону пут {\displaystyle P(S,T-t)} обчислюється за формулою:
{\displaystyle C(S,T-t)=S~e^{-q(T-t)}\Phi (d_{1})-\Phi (d_{2})~Ke^{-r(T-t)}\,}
{\displaystyle P(S,T-t)=\Phi (d_{2})~Ke^{-r(T-t)}-S~e^{-q(T-t)}\Phi (d_{1})\,}
де
{\displaystyle d_{1}={\frac {\ln({\frac {S}{K}})+(r-q+{\frac {\sigma ^{2}}{2}})(T-t)}{\sigma {\sqrt {T-t}}}}}
{\displaystyle d_{2}={\frac {\ln({\frac {S}{K}})+(r-q-{\frac {\sigma ^{2}}{2}})(T-t)}{\sigma {\sqrt {T-t}}}}=d_{1}-\sigma {\sqrt {T-t}}.}
Тут, log позначає натуральний логарифм, a: {\displaystyle S} - це ціна базової акції; {\displaystyle K} - ціна виконання; {\displaystyle r} - неперервна безризикова відсоткова ставка; {\displaystyle q} - неперервна річна дивідендна ставка; {\displaystyle T-t} - час до виконання (в роках); {\displaystyle \sigma } - волатильність  базової акції; {\displaystyle \Phi } - функція розподілу стандартної нормальної випадкової величини.

## Греки
Грецькі показники — дельта ({\displaystyle \Delta }), гамма({\displaystyle \Gamma }), вега ({\displaystyle \nu }), тета ({\displaystyle \Theta }) і ро ({\displaystyle \mathrm {P} }) для кол-опціону знаходяться за формулою:
{\displaystyle \Delta =e^{-q(T-t)}\Phi (d_{1})}
{\displaystyle \Gamma ={\frac {\varphi (d_{1})e^{-q(T-t)}}{S\sigma {\sqrt {T-t}}}}}
{\displaystyle \nu =Se^{-q(T-t)}N(d_{1}){\sqrt {T-t}}}
{\displaystyle \Theta =-{\frac {S\varphi (d_{1})e^{-q(T-t)}\sigma }{2{\sqrt {T-t}}}}+qSe^{-q(T-t)}\Phi (d_{1})-rKe^{-r(T-t)}\Phi (d_{2})}
{\displaystyle \mathrm {P} =K(T-t)e^{-r(T-t)}\Phi (d_{2})}
де {\displaystyle \varphi } позначає щільність нормального розподілу. Греки для опціону пут обчислюються:
{\displaystyle \Delta =e^{-q(T-t)}(\Phi (d_{1})-1)}
{\displaystyle \Gamma ={\frac {\varphi (d_{1})e^{-q(T-t)}}{S\sigma {\sqrt {T-t}}}}}
{\displaystyle \nu =Se^{-q(T-t)}N(d_{1}){\sqrt {T-t}}}
{\displaystyle \Theta =-{\frac {S\varphi (d_{1})e^{-q(T-t)}\sigma }{2{\sqrt {T-t}}}}+qSe^{-q(T-t)}\Phi (d_{1})-rKe^{-r(T-t)}\Phi (d_{2})}
{\displaystyle \mathrm {P} =-K(T-t)e^{-r(T-t)}\Phi (-d_{2})}

## Недоліки формули Мертона
Недоліком формули Мертона є припущення, що дивіденди виплачуються неперервно. Для фондового індексу, це недосконале, але зазвичай розумне припущення. А для звичайних акцій, які зазвичай виплачують дивіденди два рази на рік, це припущення далеке від дійсності. Річна прибутковість акції не має значення. Величина {\displaystyle q} повинна відображати потік дивідендів, які мають бути здійснені до кінця терміну дії опціону. Якщо дивіденди за акцією не виплачуються до закінчення терміну дії опціону, то {\displaystyle q=0}. В іншому випадку можна обчислити дивідендну прибутковість акції до закінчення терміну дії і перераховувати відповідну річну прибутковість. 
Ще однією проблемою є той факт, що модель припускає, що дивідендна прибутковість є відомою і незмінною до закінчення терміну дії опціону. Насправді час виплати дивідендів протягом терміну дії може бути відомим, але сума платежу наперед не відома.